# اریک هسلی
اریک هسلی (فرانسوی: Eric Hassli‎؛ زادهٔ ۳ مهٔ ۱۹۸۱) بازیکن فوتبال اهل فرانسه است.
از باشگاه‌هایی که در آن بازی کرده‌است می‌توان به باشگاه فوتبال والنسین، سروت ۱۸۹۰، و متز، باشگاه فوتبال ساوت‌همپتون، زوریخ، باشگاه فوتبال ونکوور وایتکپس، باشگاه فوتبال تورنتو، اف‌سی دالاس، سروت ۱۸۹۰، و تیم ملی فوتبال زیر ۲۱ سال فرانسه اشاره کرد. از مهم‌ترین اتفاقات این بازیکن می‌توان اخراج عجیب او در سال ۲۰۱۱ با لباس ونکوور اشاره کرد که پس از زدن ضربه پنالتی علی‌رغم داشتن پیراهنی به عنوان زاپاس در زیر پیراهن خود، با کارت زرد دوم داور مواجه شد.